# Aftershock (album, Motörhead)
Aftershock je jedenadvacáté studiové album britské heavymetalové skupiny Motörhead, které vyšlo v říjnu 2013. Původně mělo album vyjít již počátkem roku 2013, poté se přeplánovalo na září 2013 ale nakonec bylo vydáno 21. října v Anglii a 22. října v Severní Americe. Album produkoval Cameron Webb, stejně jako předchozí album skupiny The Wörld Is Yours.

## Seznam skladeb
Všechny skladby jsou napsány skupinou Motörhead
| Pořadí         | Název                        | Délka |
| -------------- | ---------------------------- | ----- |
| 1.             | Heartbreaker                 | 3:05  |
| 2.             | Coup De Grace                | 3:45  |
| 3.             | Lost Woman Blues             | 4:09  |
| 4.             | End of Time                  | 3:17  |
| 5.             | Do You Believe?              | 2:59  |
| 6.             | Death Machine                | 2:37  |
| 7.             | Dust and Glass               | 2:51  |
| 8.             | Going to Mexico              | 2:51  |
| 9.             | Silence When You Speak to Me | 4:30  |
| 10.            | Crying Shame                 | 4:28  |
| 11.            | Queen of the Damned          | 2:41  |
| 12.            | Knife                        | 2:57  |
| 13.            | Keep Your Powder Dry         | 3:54  |
| 14.            | Paralyzed                    | 2:50  |
| Celková délka: | Celková délka:               | 46:54 |

## Obsazení
- Lemmy – zpěv, baskytara
- Phil „Wizzö“ Campbell – kytara
- Mikkey Dee – bicí